# Дабба (шахматы)
|   | a | b | c | d | e | f | g | h |   |
| - | --- | --- | --- | --- | --- | --- | --- | --- | - |
| 8 | d7 чёрная пешка · b5 чёрный круг · d5 белая перевёрнутая ладья · f5 чёрный круг · d4 белая пешка · d3 чёрный круг | d7 чёрная пешка · b5 чёрный круг · d5 белая перевёрнутая ладья · f5 чёрный круг · d4 белая пешка · d3 чёрный круг | d7 чёрная пешка · b5 чёрный круг · d5 белая перевёрнутая ладья · f5 чёрный круг · d4 белая пешка · d3 чёрный круг | d7 чёрная пешка · b5 чёрный круг · d5 белая перевёрнутая ладья · f5 чёрный круг · d4 белая пешка · d3 чёрный круг | d7 чёрная пешка · b5 чёрный круг · d5 белая перевёрнутая ладья · f5 чёрный круг · d4 белая пешка · d3 чёрный круг | d7 чёрная пешка · b5 чёрный круг · d5 белая перевёрнутая ладья · f5 чёрный круг · d4 белая пешка · d3 чёрный круг | d7 чёрная пешка · b5 чёрный круг · d5 белая перевёрнутая ладья · f5 чёрный круг · d4 белая пешка · d3 чёрный круг | d7 чёрная пешка · b5 чёрный круг · d5 белая перевёрнутая ладья · f5 чёрный круг · d4 белая пешка · d3 чёрный круг | 8 |
| 7 | d7 чёрная пешка · b5 чёрный круг · d5 белая перевёрнутая ладья · f5 чёрный круг · d4 белая пешка · d3 чёрный круг | d7 чёрная пешка · b5 чёрный круг · d5 белая перевёрнутая ладья · f5 чёрный круг · d4 белая пешка · d3 чёрный круг | d7 чёрная пешка · b5 чёрный круг · d5 белая перевёрнутая ладья · f5 чёрный круг · d4 белая пешка · d3 чёрный круг | d7 чёрная пешка · b5 чёрный круг · d5 белая перевёрнутая ладья · f5 чёрный круг · d4 белая пешка · d3 чёрный круг | d7 чёрная пешка · b5 чёрный круг · d5 белая перевёрнутая ладья · f5 чёрный круг · d4 белая пешка · d3 чёрный круг | d7 чёрная пешка · b5 чёрный круг · d5 белая перевёрнутая ладья · f5 чёрный круг · d4 белая пешка · d3 чёрный круг | d7 чёрная пешка · b5 чёрный круг · d5 белая перевёрнутая ладья · f5 чёрный круг · d4 белая пешка · d3 чёрный круг | d7 чёрная пешка · b5 чёрный круг · d5 белая перевёрнутая ладья · f5 чёрный круг · d4 белая пешка · d3 чёрный круг | 7 |
| 6 | d7 чёрная пешка · b5 чёрный круг · d5 белая перевёрнутая ладья · f5 чёрный круг · d4 белая пешка · d3 чёрный круг | d7 чёрная пешка · b5 чёрный круг · d5 белая перевёрнутая ладья · f5 чёрный круг · d4 белая пешка · d3 чёрный круг | d7 чёрная пешка · b5 чёрный круг · d5 белая перевёрнутая ладья · f5 чёрный круг · d4 белая пешка · d3 чёрный круг | d7 чёрная пешка · b5 чёрный круг · d5 белая перевёрнутая ладья · f5 чёрный круг · d4 белая пешка · d3 чёрный круг | d7 чёрная пешка · b5 чёрный круг · d5 белая перевёрнутая ладья · f5 чёрный круг · d4 белая пешка · d3 чёрный круг | d7 чёрная пешка · b5 чёрный круг · d5 белая перевёрнутая ладья · f5 чёрный круг · d4 белая пешка · d3 чёрный круг | d7 чёрная пешка · b5 чёрный круг · d5 белая перевёрнутая ладья · f5 чёрный круг · d4 белая пешка · d3 чёрный круг | d7 чёрная пешка · b5 чёрный круг · d5 белая перевёрнутая ладья · f5 чёрный круг · d4 белая пешка · d3 чёрный круг | 6 |
| 5 | d7 чёрная пешка · b5 чёрный круг · d5 белая перевёрнутая ладья · f5 чёрный круг · d4 белая пешка · d3 чёрный круг | d7 чёрная пешка · b5 чёрный круг · d5 белая перевёрнутая ладья · f5 чёрный круг · d4 белая пешка · d3 чёрный круг | d7 чёрная пешка · b5 чёрный круг · d5 белая перевёрнутая ладья · f5 чёрный круг · d4 белая пешка · d3 чёрный круг | d7 чёрная пешка · b5 чёрный круг · d5 белая перевёрнутая ладья · f5 чёрный круг · d4 белая пешка · d3 чёрный круг | d7 чёрная пешка · b5 чёрный круг · d5 белая перевёрнутая ладья · f5 чёрный круг · d4 белая пешка · d3 чёрный круг | d7 чёрная пешка · b5 чёрный круг · d5 белая перевёрнутая ладья · f5 чёрный круг · d4 белая пешка · d3 чёрный круг | d7 чёрная пешка · b5 чёрный круг · d5 белая перевёрнутая ладья · f5 чёрный круг · d4 белая пешка · d3 чёрный круг | d7 чёрная пешка · b5 чёрный круг · d5 белая перевёрнутая ладья · f5 чёрный круг · d4 белая пешка · d3 чёрный круг | 5 |
| 4 | d7 чёрная пешка · b5 чёрный круг · d5 белая перевёрнутая ладья · f5 чёрный круг · d4 белая пешка · d3 чёрный круг | d7 чёрная пешка · b5 чёрный круг · d5 белая перевёрнутая ладья · f5 чёрный круг · d4 белая пешка · d3 чёрный круг | d7 чёрная пешка · b5 чёрный круг · d5 белая перевёрнутая ладья · f5 чёрный круг · d4 белая пешка · d3 чёрный круг | d7 чёрная пешка · b5 чёрный круг · d5 белая перевёрнутая ладья · f5 чёрный круг · d4 белая пешка · d3 чёрный круг | d7 чёрная пешка · b5 чёрный круг · d5 белая перевёрнутая ладья · f5 чёрный круг · d4 белая пешка · d3 чёрный круг | d7 чёрная пешка · b5 чёрный круг · d5 белая перевёрнутая ладья · f5 чёрный круг · d4 белая пешка · d3 чёрный круг | d7 чёрная пешка · b5 чёрный круг · d5 белая перевёрнутая ладья · f5 чёрный круг · d4 белая пешка · d3 чёрный круг | d7 чёрная пешка · b5 чёрный круг · d5 белая перевёрнутая ладья · f5 чёрный круг · d4 белая пешка · d3 чёрный круг | 4 |
| 3 | d7 чёрная пешка · b5 чёрный круг · d5 белая перевёрнутая ладья · f5 чёрный круг · d4 белая пешка · d3 чёрный круг | d7 чёрная пешка · b5 чёрный круг · d5 белая перевёрнутая ладья · f5 чёрный круг · d4 белая пешка · d3 чёрный круг | d7 чёрная пешка · b5 чёрный круг · d5 белая перевёрнутая ладья · f5 чёрный круг · d4 белая пешка · d3 чёрный круг | d7 чёрная пешка · b5 чёрный круг · d5 белая перевёрнутая ладья · f5 чёрный круг · d4 белая пешка · d3 чёрный круг | d7 чёрная пешка · b5 чёрный круг · d5 белая перевёрнутая ладья · f5 чёрный круг · d4 белая пешка · d3 чёрный круг | d7 чёрная пешка · b5 чёрный круг · d5 белая перевёрнутая ладья · f5 чёрный круг · d4 белая пешка · d3 чёрный круг | d7 чёрная пешка · b5 чёрный круг · d5 белая перевёрнутая ладья · f5 чёрный круг · d4 белая пешка · d3 чёрный круг | d7 чёрная пешка · b5 чёрный круг · d5 белая перевёрнутая ладья · f5 чёрный круг · d4 белая пешка · d3 чёрный круг | 3 |
| 2 | d7 чёрная пешка · b5 чёрный круг · d5 белая перевёрнутая ладья · f5 чёрный круг · d4 белая пешка · d3 чёрный круг | d7 чёрная пешка · b5 чёрный круг · d5 белая перевёрнутая ладья · f5 чёрный круг · d4 белая пешка · d3 чёрный круг | d7 чёрная пешка · b5 чёрный круг · d5 белая перевёрнутая ладья · f5 чёрный круг · d4 белая пешка · d3 чёрный круг | d7 чёрная пешка · b5 чёрный круг · d5 белая перевёрнутая ладья · f5 чёрный круг · d4 белая пешка · d3 чёрный круг | d7 чёрная пешка · b5 чёрный круг · d5 белая перевёрнутая ладья · f5 чёрный круг · d4 белая пешка · d3 чёрный круг | d7 чёрная пешка · b5 чёрный круг · d5 белая перевёрнутая ладья · f5 чёрный круг · d4 белая пешка · d3 чёрный круг | d7 чёрная пешка · b5 чёрный круг · d5 белая перевёрнутая ладья · f5 чёрный круг · d4 белая пешка · d3 чёрный круг | d7 чёрная пешка · b5 чёрный круг · d5 белая перевёрнутая ладья · f5 чёрный круг · d4 белая пешка · d3 чёрный круг | 2 |
| 1 | d7 чёрная пешка · b5 чёрный круг · d5 белая перевёрнутая ладья · f5 чёрный круг · d4 белая пешка · d3 чёрный круг | d7 чёрная пешка · b5 чёрный круг · d5 белая перевёрнутая ладья · f5 чёрный круг · d4 белая пешка · d3 чёрный круг | d7 чёрная пешка · b5 чёрный круг · d5 белая перевёрнутая ладья · f5 чёрный круг · d4 белая пешка · d3 чёрный круг | d7 чёрная пешка · b5 чёрный круг · d5 белая перевёрнутая ладья · f5 чёрный круг · d4 белая пешка · d3 чёрный круг | d7 чёрная пешка · b5 чёрный круг · d5 белая перевёрнутая ладья · f5 чёрный круг · d4 белая пешка · d3 чёрный круг | d7 чёрная пешка · b5 чёрный круг · d5 белая перевёрнутая ладья · f5 чёрный круг · d4 белая пешка · d3 чёрный круг | d7 чёрная пешка · b5 чёрный круг · d5 белая перевёрнутая ладья · f5 чёрный круг · d4 белая пешка · d3 чёрный круг | d7 чёрная пешка · b5 чёрный круг · d5 белая перевёрнутая ладья · f5 чёрный круг · d4 белая пешка · d3 чёрный круг | 1 |
|   | a | b | c | d | e | f | g | h |   |

Дабба, также известная как дабаба или даббаба, — сказочная шахматная фигура, которая ходит на две клетки по вертикали или горизонтали (то есть в направлениях, в которых может двигаться ладья), и может перепрыгивать через любую фигуру на промежуточном поле. В алгебраической записи обозначается символом D.

## История
Дабба — очень старая фигура, встречавшаяся в некоторых очень ранних вариантах шахмат, таких как шахматы Тамерлана.
Название «даббаба» (араб. دَبَّابَة‎) означает «танк» на современном арабском языке. На древнем арабском языке это слово относилось к типу средневековых осадных машин, предназначенных для укрытия людей, копающих яму во вражеских укреплениях (лат. vinea). Название иногда переводится как «двигатель войны». Название «даббаба» также использовалось для других фигур в старых вариантах шахмат, например, фигура, которая передвигалась как современный слон.

Дабба может ходить только на одну четверть полей шахматной доски. Четыре даббы (обозначенные перевёрнутыми ладьями) могут ходить только по полям своего цвета (красного, жёлтого, зелёного или синего)

## Ценность
Дабба — слабая фигура, сама по себе ненамного сильнее пешки, но как дополнение к другим фигурам равноценна примерно половине коня. Её сила как фигуры серьёзно ограничена из-за сильной привязки к цвету полей. Ей доступна только четверть полей на шахматной доске: 16 из 64 полей доски 8 × 8. Сочетание её с другими фигурами обычно в некоторой степени компенсирует эту слабость. Король и четыре даббы, каждая из которых контролирует свою четверть шахматной доски, могут легко поставить мат одинокому королю.